# Circle Line (New York)

Circle Line (2008)

Die Circle Line New York betreibt Fähren und Touristenboote im Gebiet der Stadt New York.
Die bekannteste Tour ist die dreieinhalb Stunden lange Fahrt um die Insel von Manhattan. 
Die Circle Line betreibt ebenso schnellere Touren mit Schnellbooten unter dem Namen The Beast.
Heute gibt es zwei Gesellschaften mit diesem Namen (Circle Line Sightseeing Cruises und Circle Line Downtown), die  1961 durch Spaltung der Ursprungsgesellschaft Circle Line company entstanden.